# Константин Ное
Константин Ное (на румънски: Constantin Noe) е виден румънски публицист, историк, политик.

## Биография
Роден е в 1883 година в мъгленското влашко село Лугунци, тогава в Османската империя, днес Лангадия, Гърция, във видна прорумънска фамилия. В 1903 година завършва Румънския лицей в Битоля.
В учебната 1902/1903 година Ное наследява Гоно Мегин като румънски учител в мъгленорумънското село Люмница. В началото на годината в селото пристига военна част и окупира училищната сграда, в която е настанено гръцкото училище. Така в румънското училище се събират повече от 100 ученици. След три месеца броят на момчетата и момичетата в румънското училище става толкова голям, че е изпратен помощен учител Н. Теохаряну, дотогава учител в Крушево. Владиката Йоаникий Мъгленски набеждава Ное, че на едно от училищните тържества е призовавал към бунт, Ное е арестуван и разпитван, но завършва годината през юни. В началото на следващата година румънското училище отново отваря врати в общинското училище, тъй като войската напуска. В селото свещениците започват да служат на румънски. През ноември 1904 година обаче българска чета се сблъсква с османски войски между Ошин и Люмница, няколко войници са убити, а други пленени и пуснати. Това дава възможност на гърците да наклеветят румънските лидери в двете села и да ги обвинят в революционна дейност. Арестувани са двамата учители заедно с Гоно Мегин, свещениците и всички по видни румънци от Люмница и Ошин. След разпити няколко от тях са оправдани, но по-голяматаа част, включиетолно Ное, са държани 8 месеца в затвора.
Учи в Юридическия факултет на Букурещкия университет с румънска държавна стипендия. Главен редактор е на вестник „Ромънул“ в Арад (1912-1913), издаван от Василе Голдиш.
В края на Първата световна война Ное живее в Кишинев, където е един от редакторите на прорумънския вестник „Ардялул“ и неговото продължение „Румъния Ноуа“. В края на януари 1918 година заедно с Епаминонда Баламаче като представител на македонските румънци подписва иредентистка декларация на румънски интелектуалци в изгнаниe, с която се призовава за обединение на всички територии, населявани от румънци. През февруари 1918 година е един от инициаторите за създаването на Народния университет в Кишинев, където преподава. От пролетта на 1918 година е редактор на румъноезичното издание на вестник „Сфатул Църии“, където работи близо две години. През октомври 1918 година се включва в ръководения от Пантелеймон Халипа Комитет за обединение на всички румънци. От 26 септември 1920 г. заедно с Хр. Даскалеску е редактор на всекидневника „Дрептатя“.
Връща се в Букурещ в 1924 година и преподава в лицея „Михай Витязул“ и заедно със Стерю Хаджигогу, Василе Муши и Георге Челя се бори за колонизиране на Южна Добруджа с арумъни и мъгленорумъни. Член е на елитното Социологическо училище в Букурещ, ръководено от Димитрие Густи, секретар Департамента за румънците в чужбина и член на Института за социални изследвания.
В междувоенния период се занимава с политика и като сенатор и депутат и заместник инициира многобройни действия в подкрепа на колонистите арумъни и мъгленорумъни в окръзите Силистра и Калиакра (Южна Добруджа), както и в защита на живеещите в Гърция, Сърбия, Албания и България власи. Ное е виден член на Обществото за македонорумънска култура и председател на обществото „Мегления“ в Букурещ.